# مالكوم بلو
مالكوم بلو (بالإنجليزية: Malcolm Fraser Blue)‏ هو قاضي ومحامي أسترالي، ولد في 12 أغسطس 1954 في North Adelaide ‏ في أستراليا.